# 7,62-cm-Pak 36
Die 7,62-cm-Pak 36 war eine Panzerabwehrkanone der deutschen Wehrmacht im Zweiten Weltkrieg, die auf Grundlage eines in der Sowjetunion erbeuteten Geschützes entwickelt wurde.

## Geschichte
Der dringende Bedarf der deutschen Wehrmacht an leistungsfähigen Panzerabwehrgeschützen führte zum Umbau von den in großer Anzahl erbeuteten Geschützen mit dem Kaliber 76,2 mm. Diese Geschütze wurden weiterentwickelt und zum Teil technisch erheblich verändert und erhielten deshalb eine deutsche Bezeichnung.
Mit dem Beginn des Unternehmen Barbarossa am 22. Juni 1941 erbeutete die deutsche Wehrmacht in den folgenden Monaten bedeutende Mengen sowjetischer Feldgeschütze im Kaliber 76,2 mm. Darunter waren die modernen Divisiongeschütze Modell 1936 (F-22), Modell 1939 (F-22 USW) sowie im späteren Kriegsverlauf auch das Modell 1942 (SIS-3). Neben den Geschützen wurden auch Munitionsbestände erbeutet.
Das Kanonenmodell F-22 war eines der modernen Geschütze im Bestand der Roten Armee. Es hatte einen großen horizontalen Richtbereich. Zu Beginn der 1930er-Jahre war die Führung der Roten Armee der Auffassung, dass jede Kanone oder Haubitze in der Lage sein sollte, auch Panzer zu bekämpfen.
Da nicht genügend Beutemunition vorhanden war, um eine flächendeckende Versorgung zu gewährleisten, wurde beschlossen, den Ladungsraum aufzubohren und deutsche 7,5-cm-Granatpatronen zu verwenden. Deren Geschosse wurden mit auf das etwas größere Kaliber angepassten Führungsbändern versehen. Wegen des großen Verwechslungsrisikos mit der Munition der 7,5-cm-PaK 40 wurden die Patronenhülsen und Geschosse (mit einer weißen Spitze) auffällig gekennzeichnet.
Deutsche Einheiten setzten diese Waffen gegen die schwer bekämpfbaren „offenbar neuartigen, schwergepanzerten russischen Kampfwagen“, wie das Oberkommando der Wehrmacht (OKW) die bisher unbekannten sowjetischen Typen KW nannte, ein. In einem Schreiben des Chefs des OKW vom 30. Oktober 1941 wurde dargestellt, dass die deutschen Verbände die neuen 7,5-cm-Pak und umgebaute „russische Beutegeschütze 7,62 cm (mit Spreizlafette) mit größter Beschleunigung und in möglichst großem Umfang“ benötigten.
Am 14. August 1941 erfolgte der Auftrag, die 7,62-cm-Feldkanone (r) auf einem Halbkettenfahrzeug mobil zu machen. Nach einem Prototyp Ende 1941 für die Erprobung wurde das Geschütz als Selbstfahrlafette 7,62-cm l.F.K.(r) auf Zgkw. 5t (Sofortlösung) bezeichnet. Es kamen neun Fahrzeuge beim Deutschen Afrikakorps zum Einsatz.
Am 20. Dezember 1941 erfolgte der erste Auftrag, das für die Verwendung deutscher Munition aufgebohrte Geschütz auf Vollkettenfahrgestelle zu montieren. Die projektierte Panzerselbstfahrlafette 1 erhielt die Benennung 7,62-cm-Pak 36 auf Lafette Pz.Kpfw. II Ausf. D (Marder II). Zwei Tage später, am 22. Dezember 1941, wurde die projektierte Panzerselbstfahrlafette 2 beauftragt. Die 7,62-cm-Pak 36 auf Fgst. Pz.Kpfw. 38 (t), welche dann Marder III (7,62 cm) genannt wurde.
Die Ergebnisse des OKW zeigen, dass die Waffen mit einer Kaliberlänge von L/48 nach dem Umbau bis zu einer Entfernung von 1400 Metern KW-Panzer und T-34 wirksam bekämpfen konnten. Infanterie konnte mit Sprenggranaten bis zu einer Distanz von 2500 m bekämpft werden.
Es gab unterschiedliche Lafetten für das Geschütz in Guss- oder Nieten-Ausführung. Die Panzerselbstfahrlafetten erhielten ausschließlich Gusslafetten.
Folgende Adaptionen wurden an der Feldkanone durchgeführt, um daraus eine „deutsche“ Panzerjägerkanone zu machen:
Die halbautomatische Kanone eignete sich durch das Aufbohren des Laderaums für die Hülse von 384 mm auf 716 mm besser für die Panzerbekämpfung. Durch die größere Ladung entstand eine stärkere Rücklaufenergie, die durch die Montage einer Mündungsbremse verringert wurde. Die Richtoptik der deutschen 5-cm-Pak 38 und das Zielfernrohr 3×8 wurden montiert. Teilweise erfolgte die Umrüstung auf Luftgummi-Bereifung. Ähnliche Umrüstungen wurden auch bei F-22 USW durchgeführt (Pak 39), möglicherweise auch bei erbeuteten SIS-3.
Die von deutscher Seite umgebaute Zahl wird auf einige hundert Stück geschätzt, weil für die ausgelieferten Selbstfahrlafetten (Marder III - 344 St. / Marder II 202 St.) in Summe 546 Waffen erforderlich waren und diverse Panzerjäger-Abteilungen mit der gezogenen Ausführung ausgerüstet wurden. Bis 1945 beschäftigte man sich noch mit der Entwicklung spezieller, legierungsarmer, rohstoffsparender Munition für die 7,62-cm-Pak 36.

## Munition
| 7,62-cm-Pak 36                     | Panzergranate 39 |
| Gewicht                            | 7,54 kg          |
| Mündungsgeschwindigkeit            | 740 m/s          |
| Durchschlag bei 60° Auftreffwinkel |                  |
| aus 500 m Entfernung               | 98 mm            |
| aus 1000 m Entfernung              | 88 mm            |
| aus 1500 m Entfernung              | 79 mm            |
| aus 2000 m Entfernung              | 71 mm            |
| aus 2500 m Entfernung              | 64 mm            |
| Durchschlag bei 90° Auftreffwinkel |                  |
| aus 500 m Entfernung               | 120 mm           |
| aus 1000 m Entfernung              | 108 mm           |
| aus 1500 m Entfernung              | 97 mm            |
| aus 2000 m Entfernung              | 87 mm            |
| aus 2500 m Entfernung              | 78 mm            |

Weitere Munition der 7,62 cm Pak 36 waren:
- 7,62 cm Panzergranatpatrone 39 rot
- 7,62 cm Sprenggranatpatrone 39
- 7,62 cm Panzergranatpatrone 40
- 7,62 cm Granatpatrone 38 Hl/B FES
- 7,62 cm Sprenggranatpatrone 39 (Üb.)
- 7,62 cm Panzergranatpatrone 39 rot (Üb.)
- 7,62 cm Panzergranatpatrone 40 (Üb.)

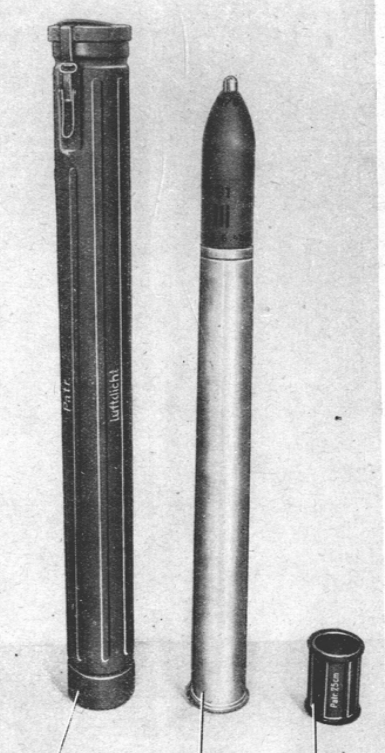
Granatpatrone 38 Hl/B
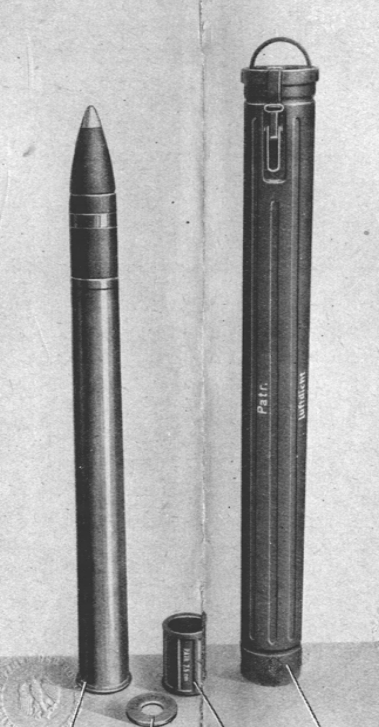
Panzergranatpatrone 39 rot
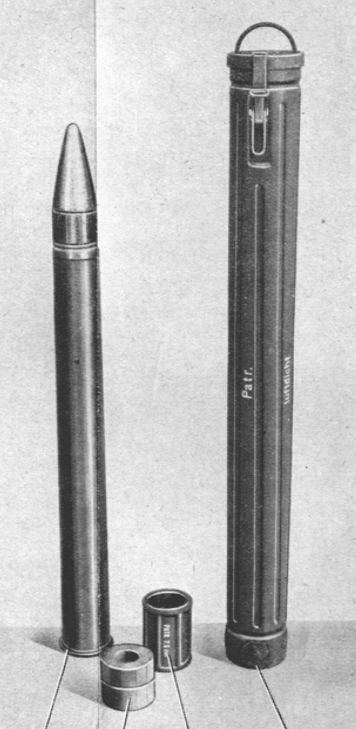
Panzergranatpatrone 40
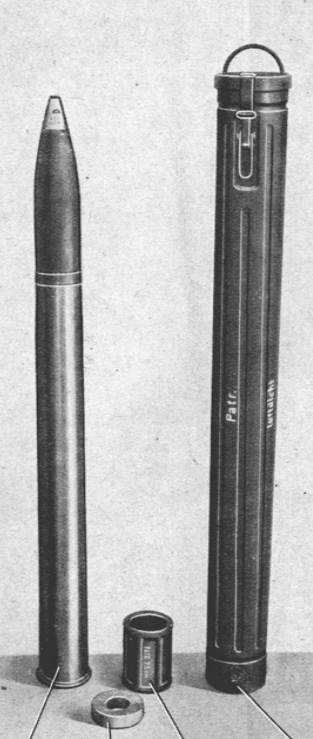
Sprenggranatpatrone 39

## Einsatz
Für die deutschen Panzerjäger-Verbände bedeutete dieses schnell in großen Stückzahlen zur Verfügung stehend Geschütz eine wesentliche Unterstützung. Viele der leichten Pak waren von Feindpanzern überrollt worden und mit der Pak 36 konnten diese wieder wirksam bekämpft werden. Die Panzerarmee Afrika meldete, dass die Pak 36 in der Lage war, die 90 mm Panzerstahl des Matilda-II-Turms auf eine Distanz von 2.000 Metern zu durchschlagen. Gleichzeitig wurde die Optik und die Abmessung der dort eingesetzten 5-t-Selbstfahrlafetten beanstandet.
Neben dem Einsatz in Afrika wurden auch eine größere Zahl von Einheiten der Ostfront mit den Selbstfahrlafetten ausgestattet: 4. PD, 6. PD; 17. PD, 155. Res.PD, 179. Res.PD, 233. Res.PD, 273. Res.PD, 16. PzGrD, PzGrD Großdeutschland, 31. InfDiv, 45. V.GrenD, 50. ID, 58. ID, 75. ID, H.PzJgAbt 525, H.PzJgAbt 559, Ausb.PzJgAbt. 721, Ers.u.Ausb.Rgt Hermann Göring, Fs.Pz.Korps Hermann Göring, SS-Div. LAH, SS-Div. Wiking und weitere.

## Selbstfahrlafette
- Sd.Kfz. 132 (Marder II) – 7,62-cm-Pak (r) auf Fgst. Pz.Kpfw. II (Sf)
- Sd.Kfz. 139 (Marder III) – Panzerjäger 38 7,62-cm-Pak 36